# حارة ملقاط (الشيخ عثمان)

تعديل مصدري - تعديل

حارة ملقاط هي إحدى حارات حي أول مايو الواقع بمديرية الشيخ عثمان التابعة لمحافظة عدن، بلغ تعداد سكانها 3138 نسمة حسب تعداد اليمن لعام 2004.